# 燕侯克
燕侯克（えんこうこく、生没年不詳）は、燕の初代君主。姓は姞、名は克。召公奭の子とみられる。『史記』など伝世文献に見えず、北京市房山区の瑠璃河遺跡出土の青銅器「克罍」や「克盉」の銘文によって、名を知られる。周王により燕に封じられ、羌・馬・𠭯・雩・馭・微の諸族を率い、官吏とともに燕に下向した。